# بيت عاطف (الرجم)

تعديل مصدري - تعديل

بيت عاطف هي إحدى قرى عزلة بني عواض بمديرية الرجم التابعة لمحافظة المحويت، بلغ تعداد سكانها 234 نسمة حسب تعداد اليمن لعام 2004.